# Alwin Wolz

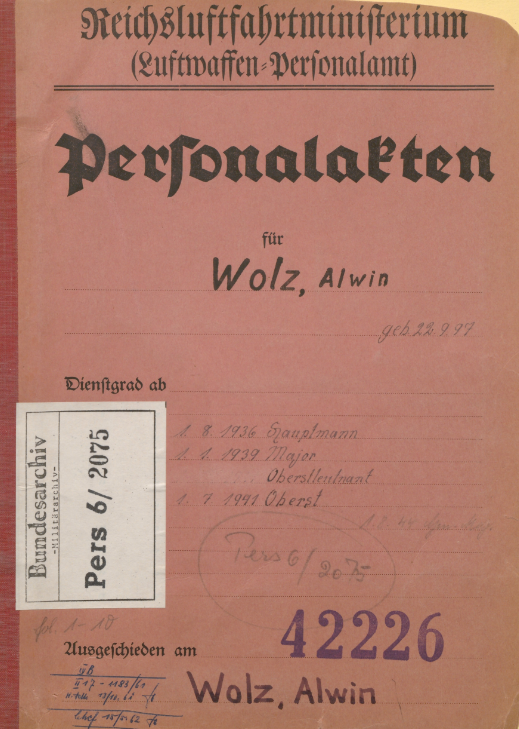
Personalakte von Alwin Wolz

Alwin Wolz (* 22. September 1897 in Windsfeld; † 15. September 1978 in Vaterstetten) war ein deutscher Offizier, zuletzt Generalmajor der Luftwaffe im Zweiten Weltkrieg. Er übergab am 3. Mai 1945 die Hansestadt Hamburg an den englischen Brigadegeneral Spurling.

## Leben
Alwin Wolz wurde 1897 in Windsfeld, heute ein Ortsteil von Dittenheim im Landkreis Weißenburg-Gunzenhausen, geboren. Wolz trat am 23. Juni 1915 während des Ersten Weltkriegs in die Kaiserliche Marine ein. Er kam als Freiwilliger in das Reserve-Bataillon des 2. Marine-Infanterie-Regiments in Wilhelmshaven und wurde am 25. Oktober 1915 zum 3. Marine-Infanterie-Regiment versetzt. Am 1. August 1916 wurde er zum Fahnenjunker-Gefreiten befördert und am 17. Juli 1916 in die Bayerische Armee übernommen, wo er im 5. Infanterie-Regiment „Großherzog Ernst Ludwig von Hessen“ an der Westfront tätig war. Wolz wurde am 8. Juni 1917 verwundet und musste bis zum 19. Juli desselben Jahres im Hospital verweilen. Am 25. Juni 1917 wurde er zum Leutnant befördert und war vom 23. August 1917 bis zum 31. Oktober 1919 Zug- und Kompanieführer in diversen Regimentern.
Am 24. November 1919 wechselte er in den Polizeidienst, wo er eine führende Stellung bei den motorisierten Einheiten innehatte. Unter anderem war er von 1925 bis 1928 Leiter des Motortransport-Bataillons der Staatspolizei Landshut.
Am 1. September 1935 wurde er der Luftwaffe unterstellt und zum Hauptmann und später zum Major (August 1936) befördert. Im Zweiten Weltkrieg war er Kommandeur diverser Flakregimenter, wie dem Flak-Regiment 135 (motorisiert). Mit diesem nahm er am Afrikafeldzug teil und wurde dort als Oberst im Juni 1943 mit dem Ritterkreuz des Eisernen Kreuzes ausgezeichnet.
Am 2. April 1945 wurde Wolz, der mittlerweile den Rang eines Generalmajors innehatte, zum Kampfkommandanten von Hamburg ernannt. Nach Darstellung des umstrittenen Historikers Kurt Detlev Möller waren sich Alwin Wolz und der Reichsstatthalter Karl Kaufmann einig über die ausweglose Lage und planten schon seit Anfang April die kampflose Übergabe von Hamburg. Nachdem Reichspräsident Karl Dönitz, der sich mit der letzten Reichsregierung in den Sonderbereich Mürwik abgesetzt hatte, am 2. Mai einer kampflosen Übergabe Hamburgs zustimmte, begleitete Wolz am 3. Mai 1945  die von Hans Georg von Friedeburg geführte deutsche Delegation zum britischen Hauptquartier in der Villa Möllering bei Lüneburg, wo Wolz die Bedingungen zur Übergabe der Stadt unterschrieb. Am Nachmittag des Tages marschierten die britischen Soldaten in Hamburg ein und Wolz übergab im Rathaus offiziell die Stadt dem britischen Brigadegeneral Spurling. Erst am Folgetag danach wurde die durch Karl Dönitz autorisierte Teilkapitulation der Wehrmacht für Nordwestdeutschland, Dänemark und die Niederlande unterzeichnet. Nach der Übergabe der Stadt kam Wolz in britische Kriegsgefangenschaft, aus der er am 7. Juli 1947 entlassen wurde.
Alwin Wolz starb am 15. September 1978 in Vaterstetten an einem Herzinfarkt.

## Auszeichnungen
- Eisernes Kreuz (1914) II. und I. Klasse
- Bayerischer Militärverdienstorden IV. Klasse mit Schwertern
- Verwundetenabzeichen (1918) in Schwarz
- Wehrmacht-Dienstauszeichnung IV. bis II. Klasse
- Spange zum Eisernen Kreuz II. und I. Klasse
- Flak-Kampfabzeichen
- Ärmelband Afrika
- Italienische Tapferkeitsmedaille in Silber
- Erdkampfabzeichen der Luftwaffe
- Deutsches Kreuz in Gold am 21. August 1942[6]
- Ritterkreuz des Eisernen Kreuzes am 10. Juni 1943[6]